# Бербінсана
Бербінсана (ісп. Berbinzana) — муніципалітет в Іспанії, у складі автономної спільноти Наварра. Населення — 687 осіб (2009).
Муніципалітет розташований на відстані близько 280 км на північний схід від Мадрида, 35 км на південний захід від Памплони.

## Демографія
Динаміка населення (INE ):

## Галерея зображень

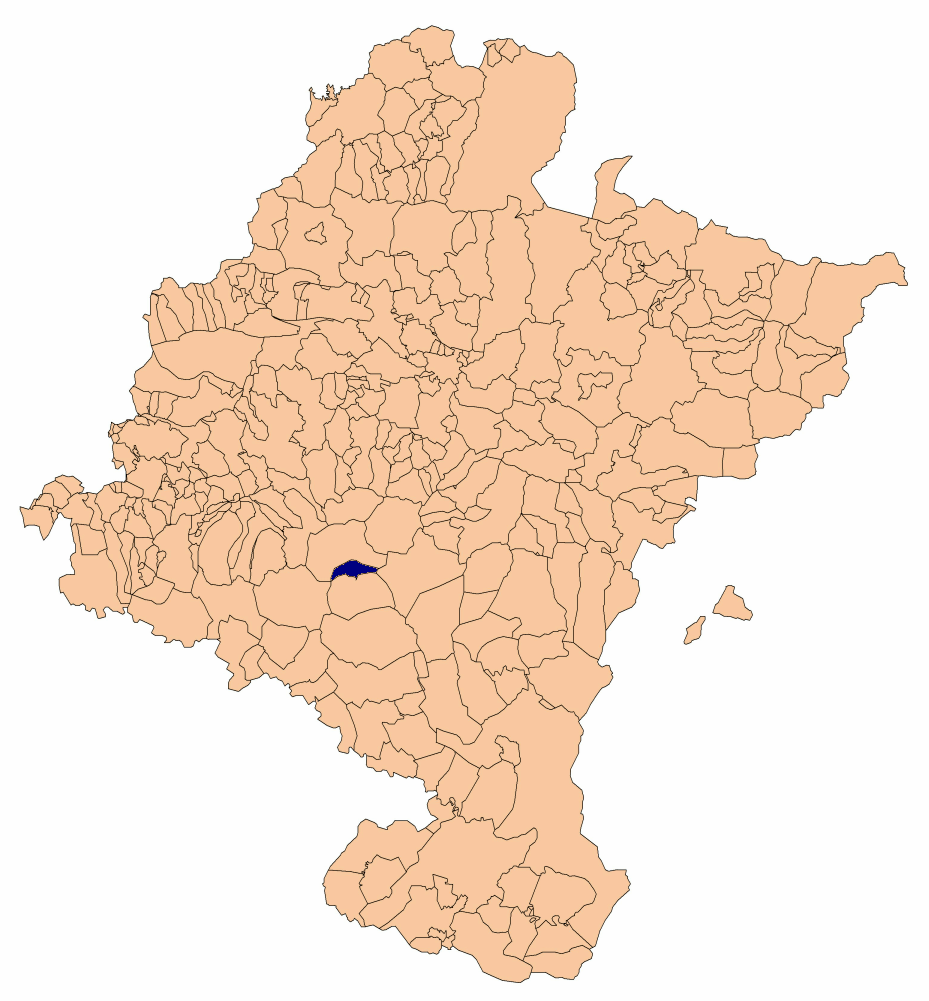
Розташування муніципалітету